# Корінні народи Півночі та Далекого Сходу Російської Федерації

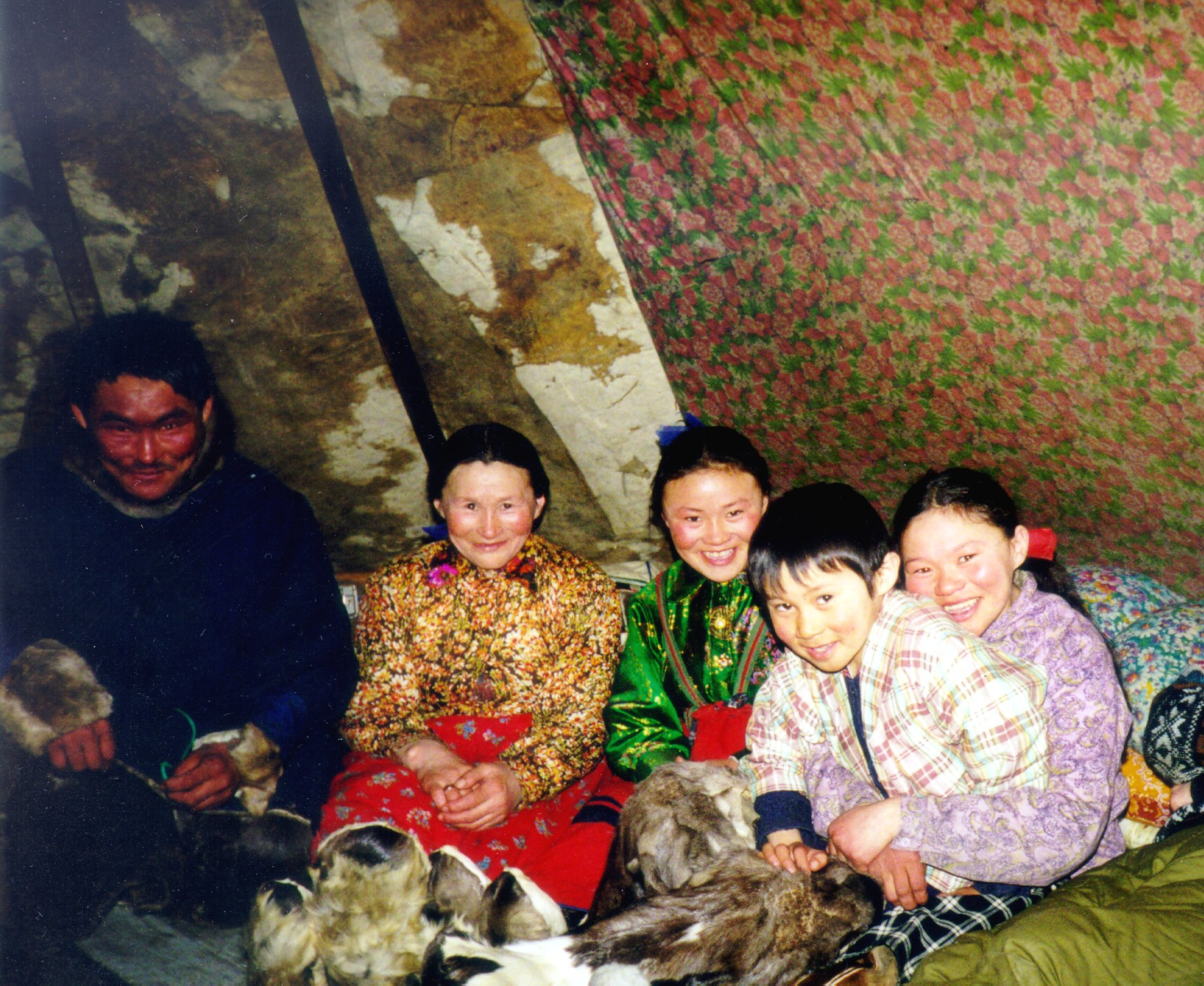
Сучасна ненецька родина в традиційному чумі.

Корінні́ наро́ди Пі́вночі та Далекого Сходу Росії (рос. коренные народы Севера) або малі/малочисельні народи Півночі та Далекого Сходу Росії (рос. малые/малочисленные народы Севера) — загальна назва і термін, закріплений в тому числі на юридичному рівні, щодо автохтонних народів Крайньої Півночі Росії, 
чисельність яких складає менше 50 тисяч осіб. 
Автохтонні народи, що мають більшу чисельність, не входять у це поняття (наприклад, якути, тувинців, алтайці, хакаси, комі-зиряни).
В сучасній Росії використовують термін корінні малочисельні народи Півночі, Сибіру та Далекого Сходу Російської Федерації (рос. Коренные малочисленные народы Севера, Сибири и Дальнего Востока Российской Федерации).

## Територія проживання, статус, історія та сучасний стан
Територія проживання корінних народів Півночі є надзвичайно обсяжною — від долганів та нганасанів Таймиру на півночі до удегейців на півдні; від чукчів та алеутів на сході до саамів і ненців на заході. Строкатими є їхні етногенез, історія, культурні традиції і мови (фіно-угорські, тюркські, самодійські, палеоазіатські, тунгусо-маньчжурські, ізоляти).
Представники малих народів Півночі є повноцінними громадянами Російської Федерації, і, крім цього, наділені низкою пільг у галузі оподаткування, соціального забезпечення, освіти тощо. Особливу увагу приділено збереженню (за можливістю), а для цього відповідного стимулювання ведення традиційного господарства общинами корінних північан, наприклад, у занятті оленярством.
Чисельність корінних малочисельних народів Півночі від часу запровадження проведення статистичних обрахунків (1860-і рр. — поч. ХХ ст.) варіюється незначно. Однак, внаслідок русифікаторської асиміляційної політики імперії, потому СРСР, питома вага у загальній чисельності носіїв національних мов увесь час зменшується. Не в останню чергу це обумовили руйнацію традиційного суспільного і господарського укладу народів у 1920—60-і рр., фактично поголовне винищення в 1930-і рр. національної інтелігенції, що тільки-но почала зароджуватися, «укрупнення» національних поселень, плутанина і недосконалість класифікації народів тощо; до цього варто додати також молодописемність або й безписемність національних мов, брак національних кадрів вчителів та інтелігенції, розповсюдження інфекційних захворювань і соціальних бід (алкоголізм, соціальна незайнятість) тощо. Спроби, як з боку фахівців-етнологів, етнографів, мовознавців, національних кадрів інтелігенції, так і влади, здійснені до відродження корінних північних народів у Росії з сер. 1980-х — у 2000-і рр., наштовхуються на значні економічні та ін. труднощі (від поч. 1990-х рр.), як загальноросійського масштабу, так і суто регіонального — на етнічних територіях деяких народів ведуться розробка і видобуток природних копалин, в тому числі природного газу, нафти тощо, що негативно позначається на екологічній ситуації навколишнього середовища.

## Перелік корінних народів Півночі

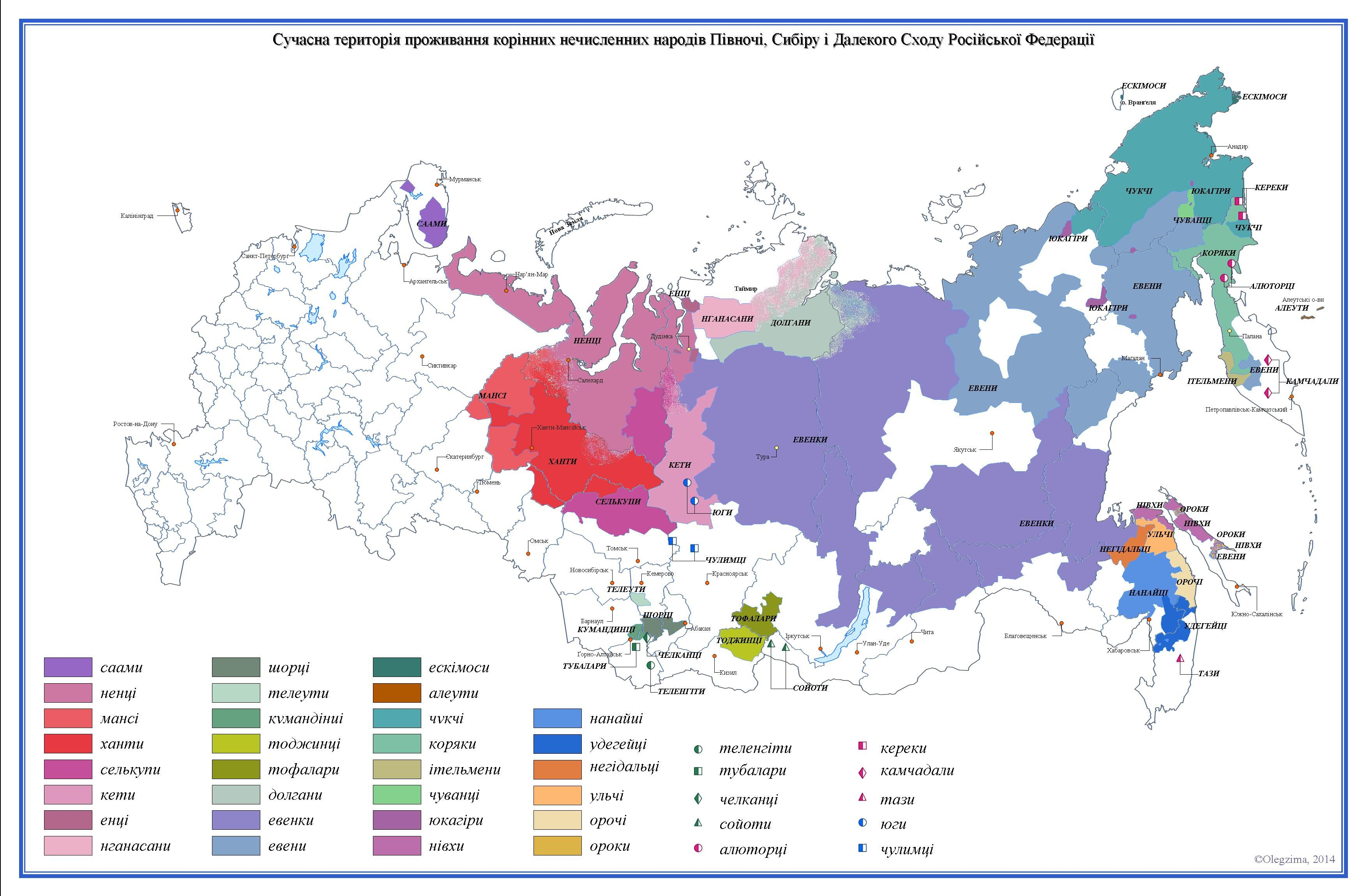
Сучасна територія проживання корінних нечисленних народів Півночі, Сибіру і Далекого Сходу Російської Федерації

До корінних малочисельних народів Півночів належать:
- Алеути
- Алюторці
- Вепси
- Долгани
- Ітельмени
- Камчадали
- Кереки
- Кети
- Коряки
- Кумандинці
- Мансі
- Нанайці
- Нганасани
- Негідальці
- Ненці
- Нивхи
- Ороки
- Орочі
- Саами
- Селькупи
- Сойоти
- Тази
- Теленгіти
- Телеути
- Тофалари
- Тубалари
- Тувинці-тоджинці
- Удегейці
- Ульчі
- Ханти
- Челканці
- Чуванці
- Чукчі
- Чулимці
- Шорці
- Евенки
- Евени
- Енці
- Ескімоси
- Юкагіри

## Карти розселення КМНП

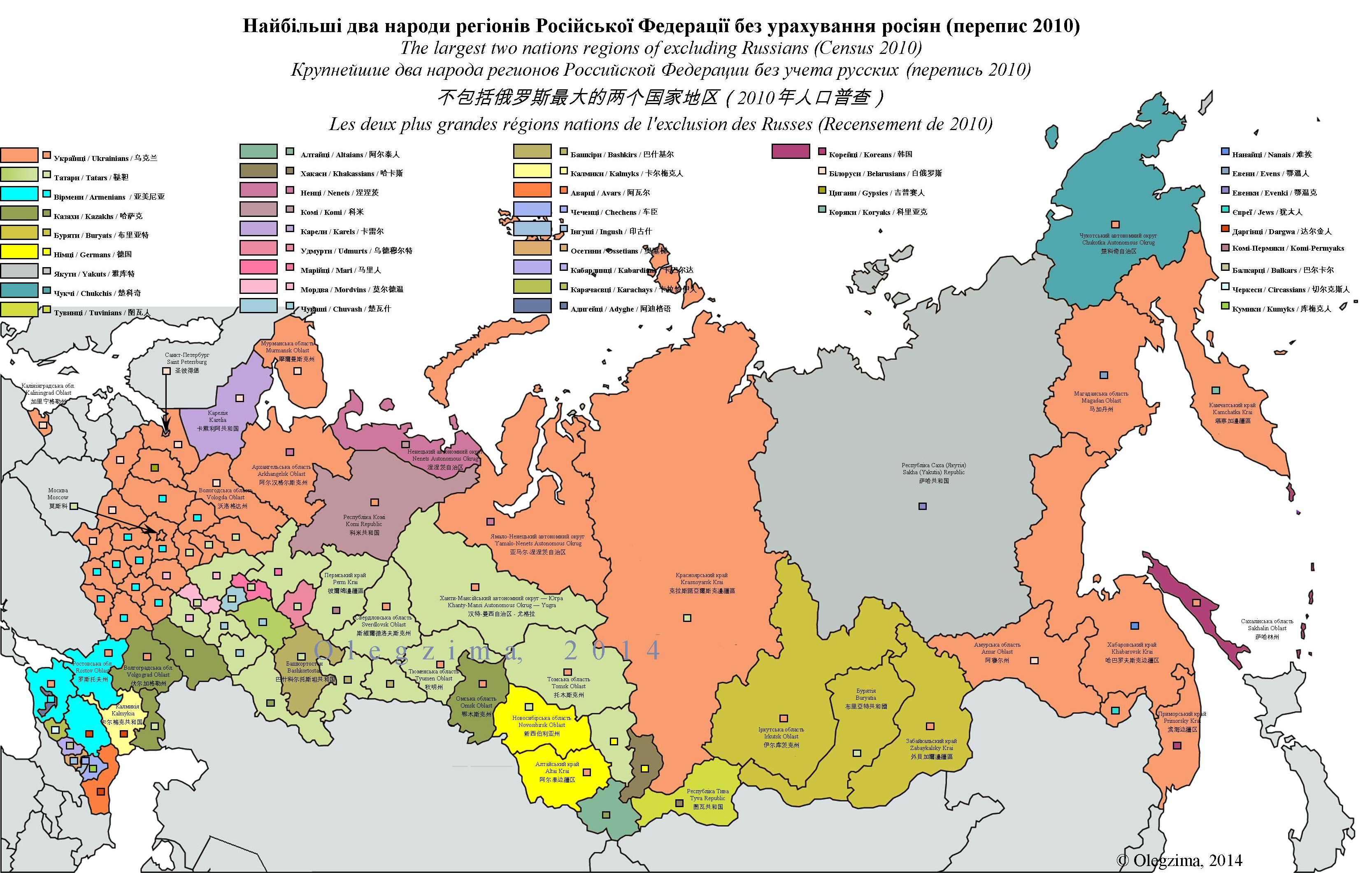
Два найбільші народи регіонів Російської Федерації без урахування росіян (перепис 2010)
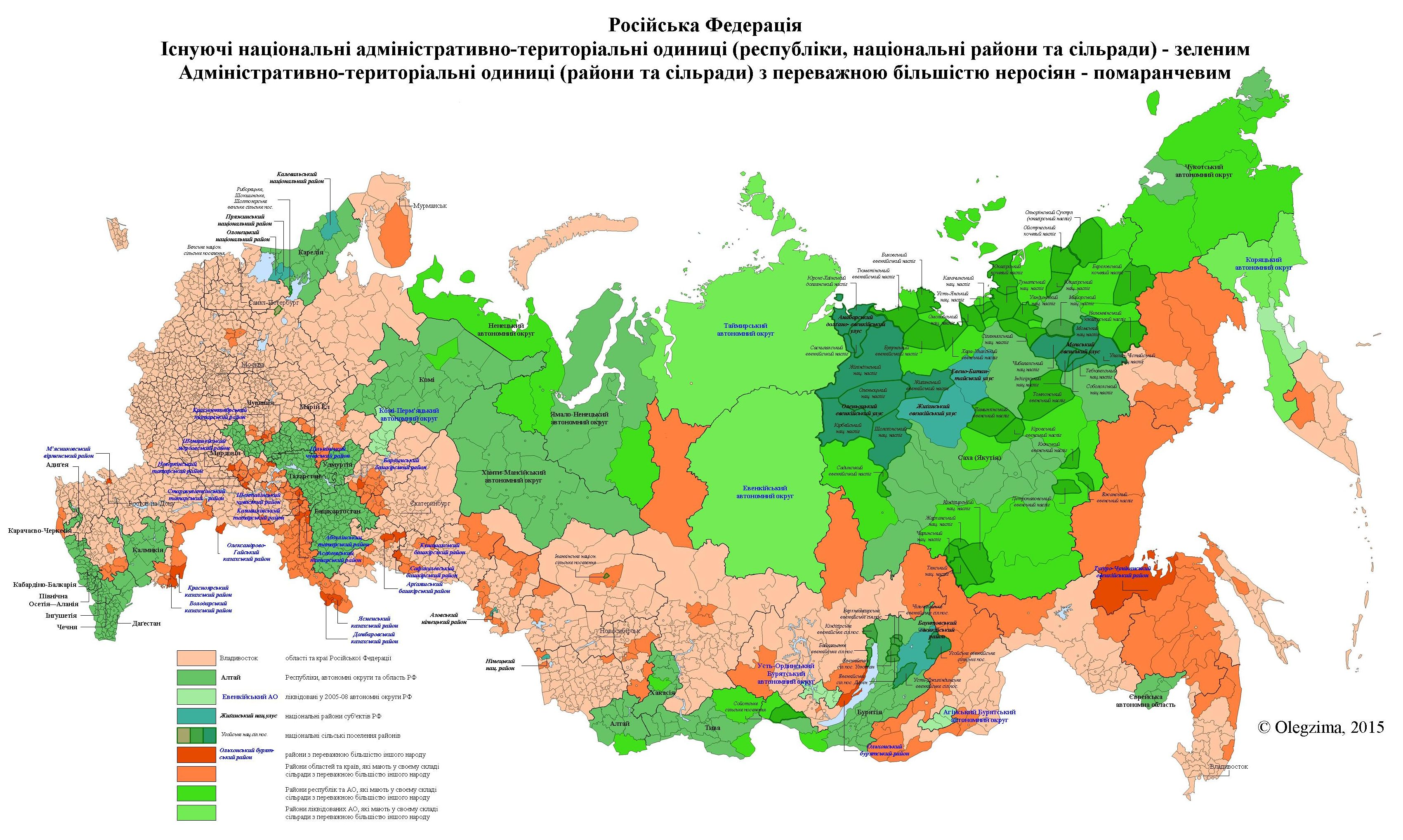
Національні райони та сільські поселення в Росії
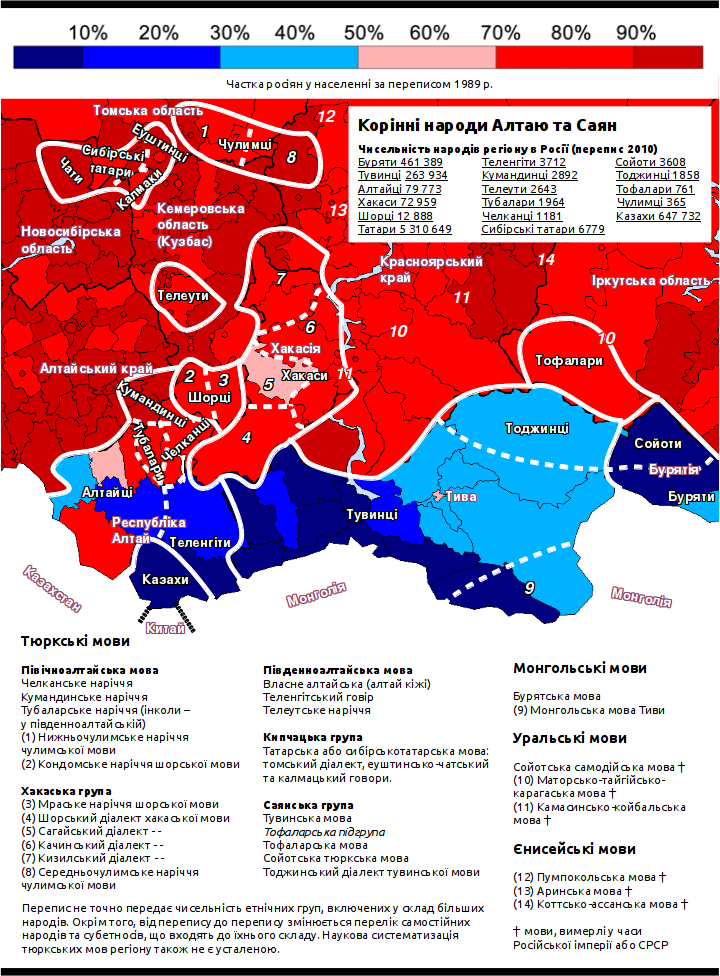
Алтай та Саяни
Саами
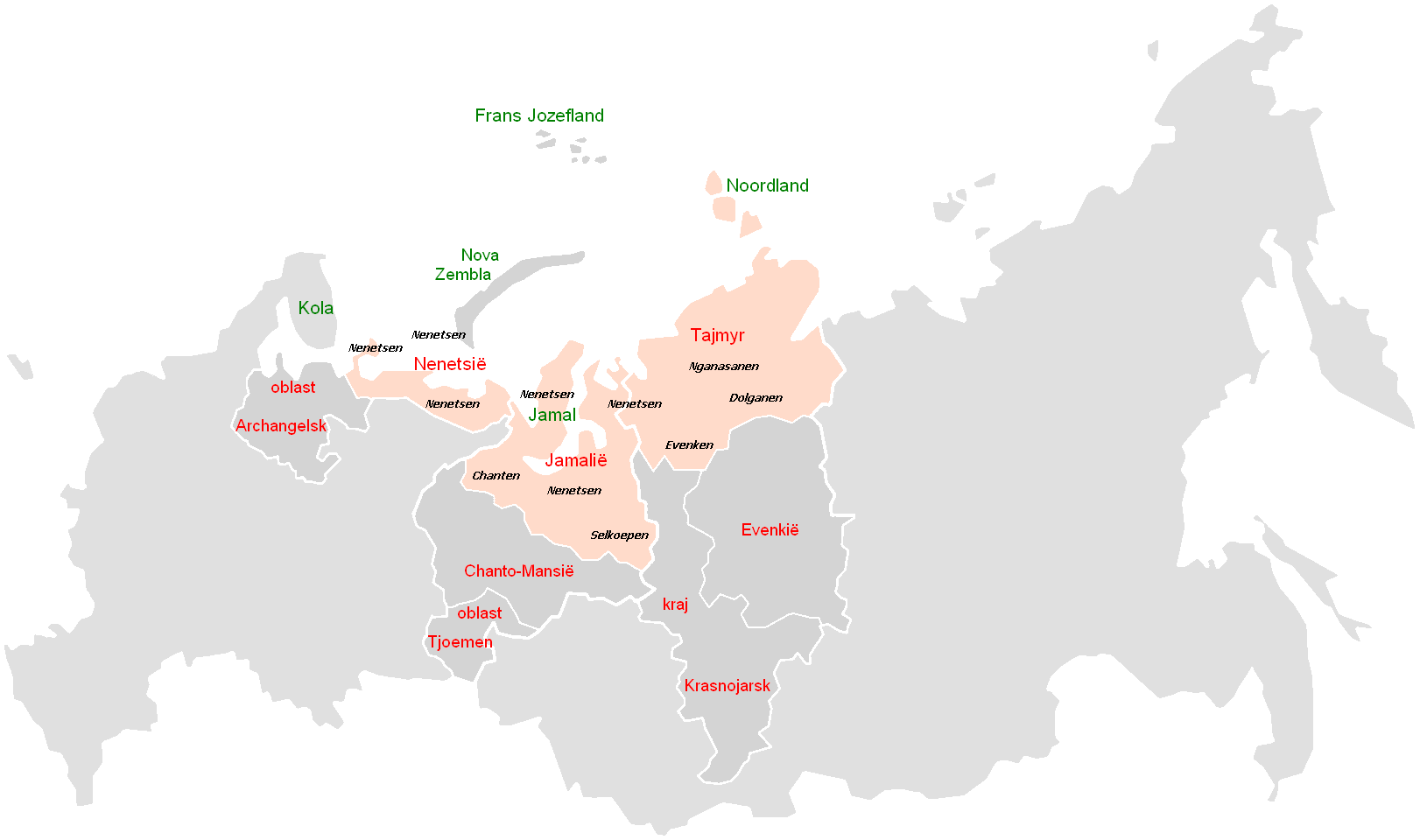
Автономії ненців
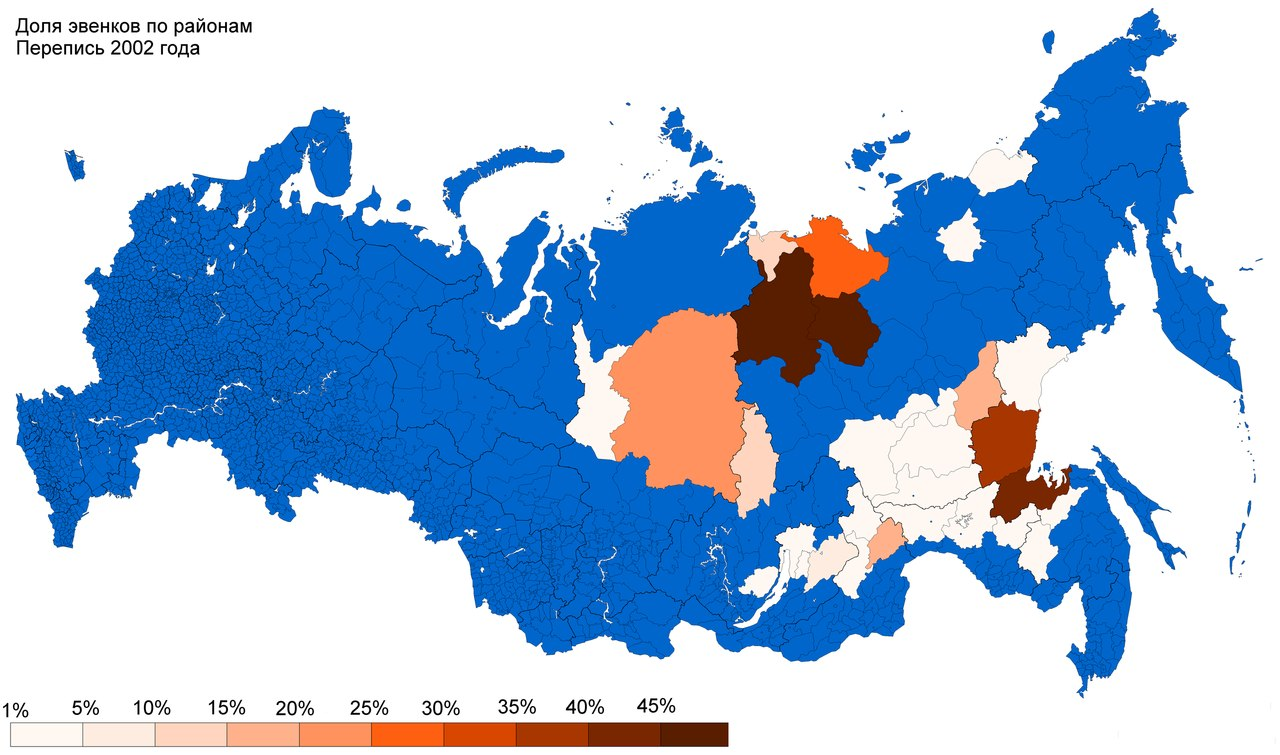
Евенки (1)
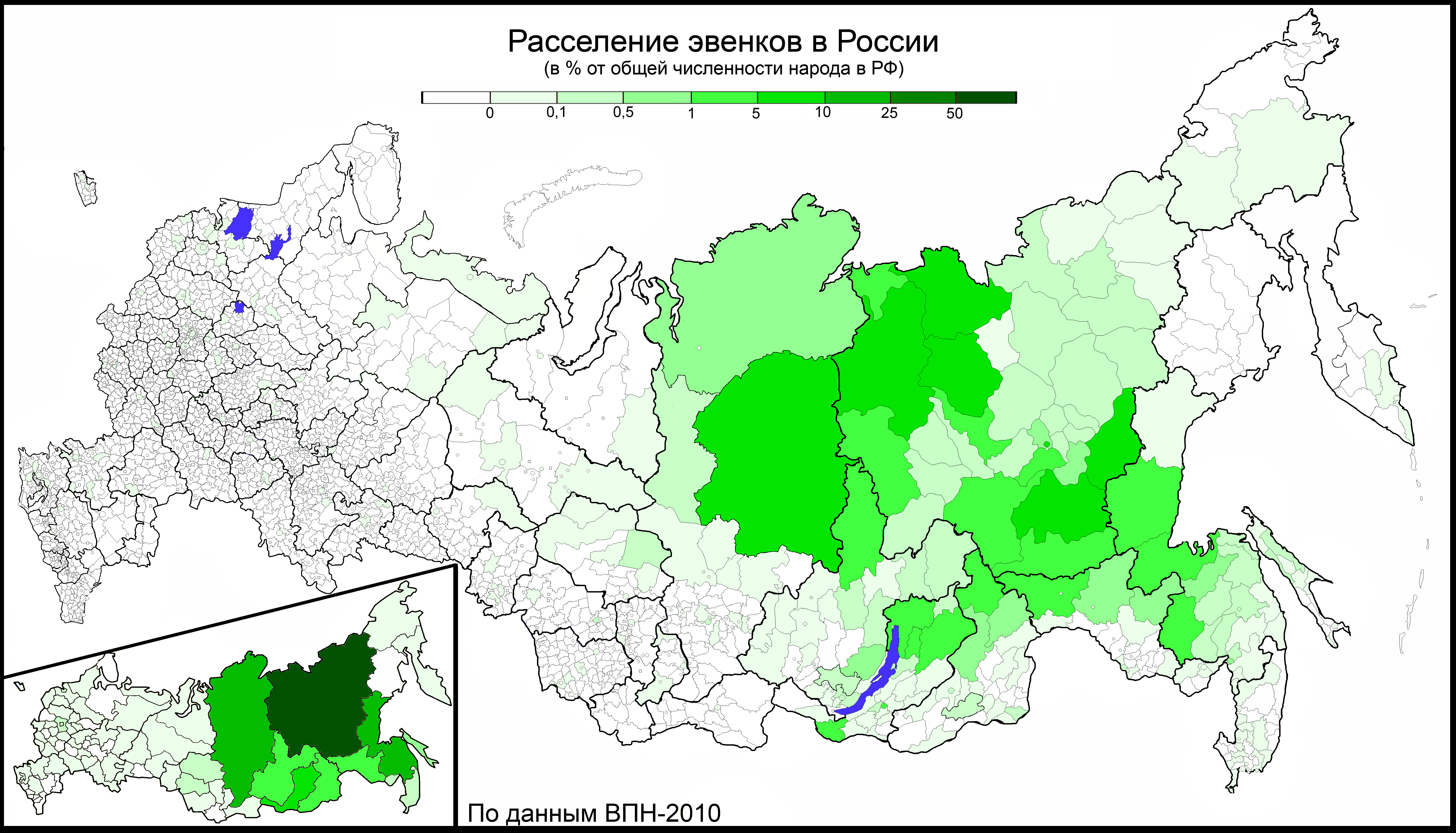
Евенки (2)
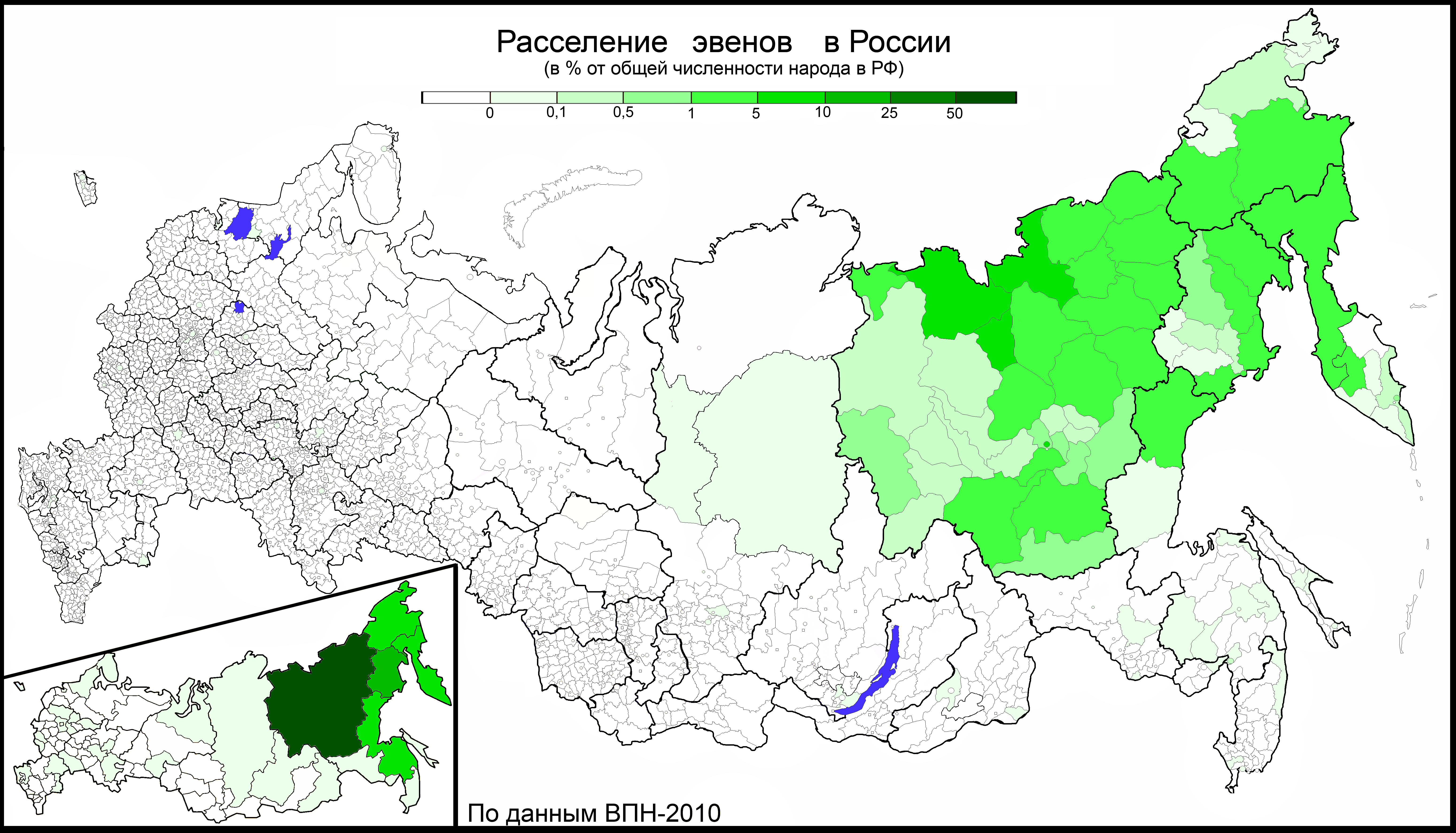
Евени
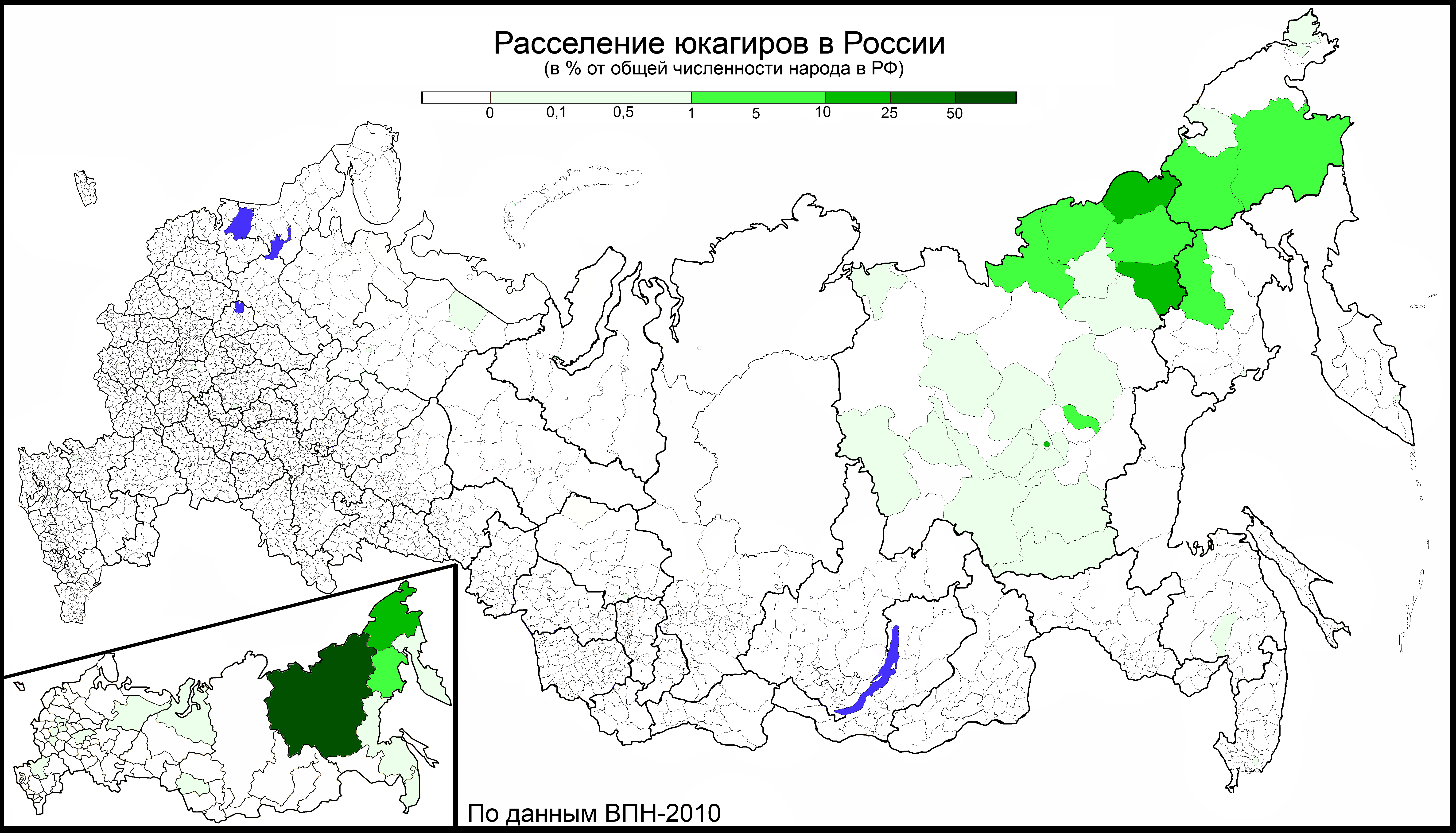
Юкагіри
Чукотка
Ескімоси
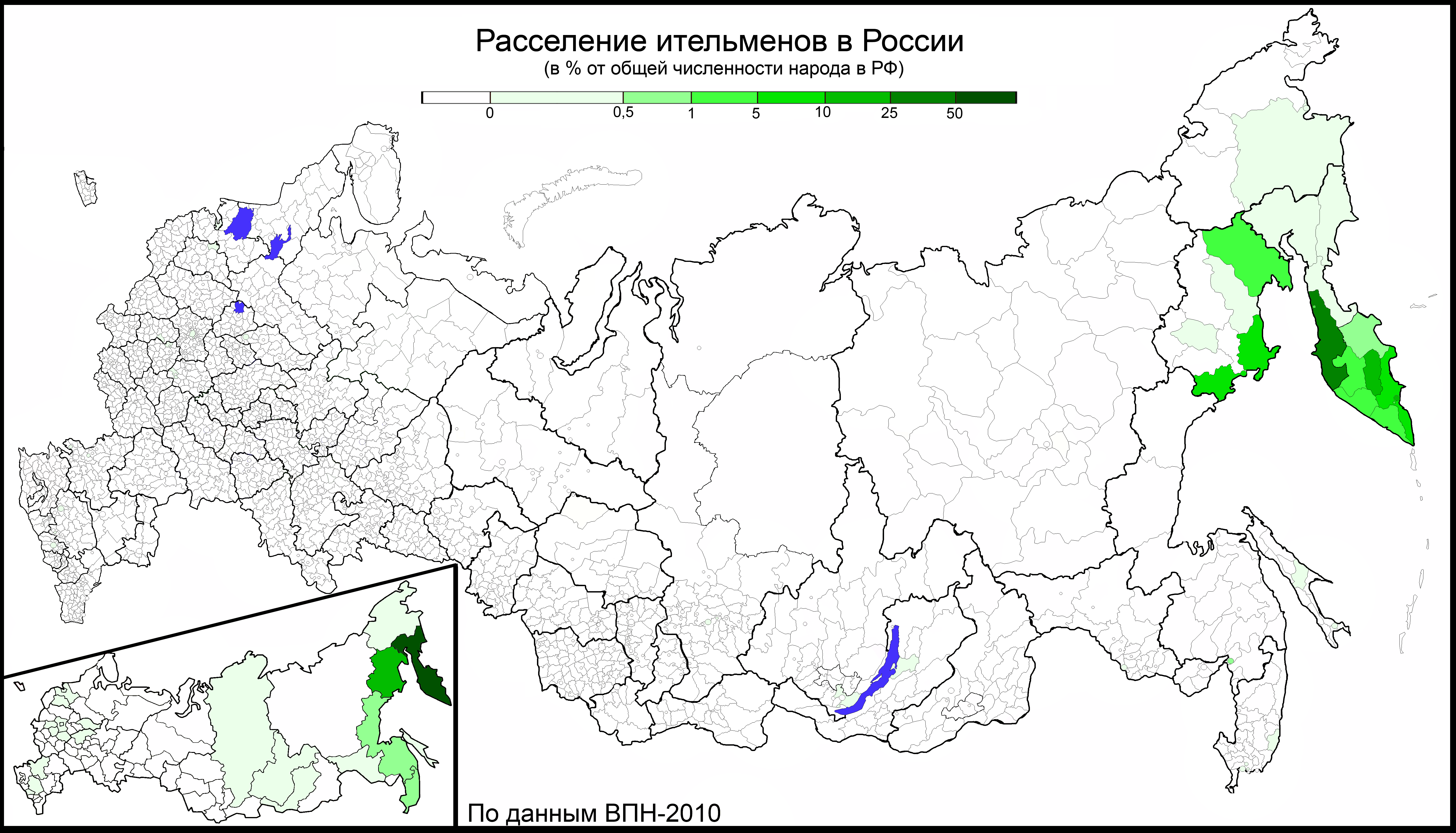
Ітельмени (1)
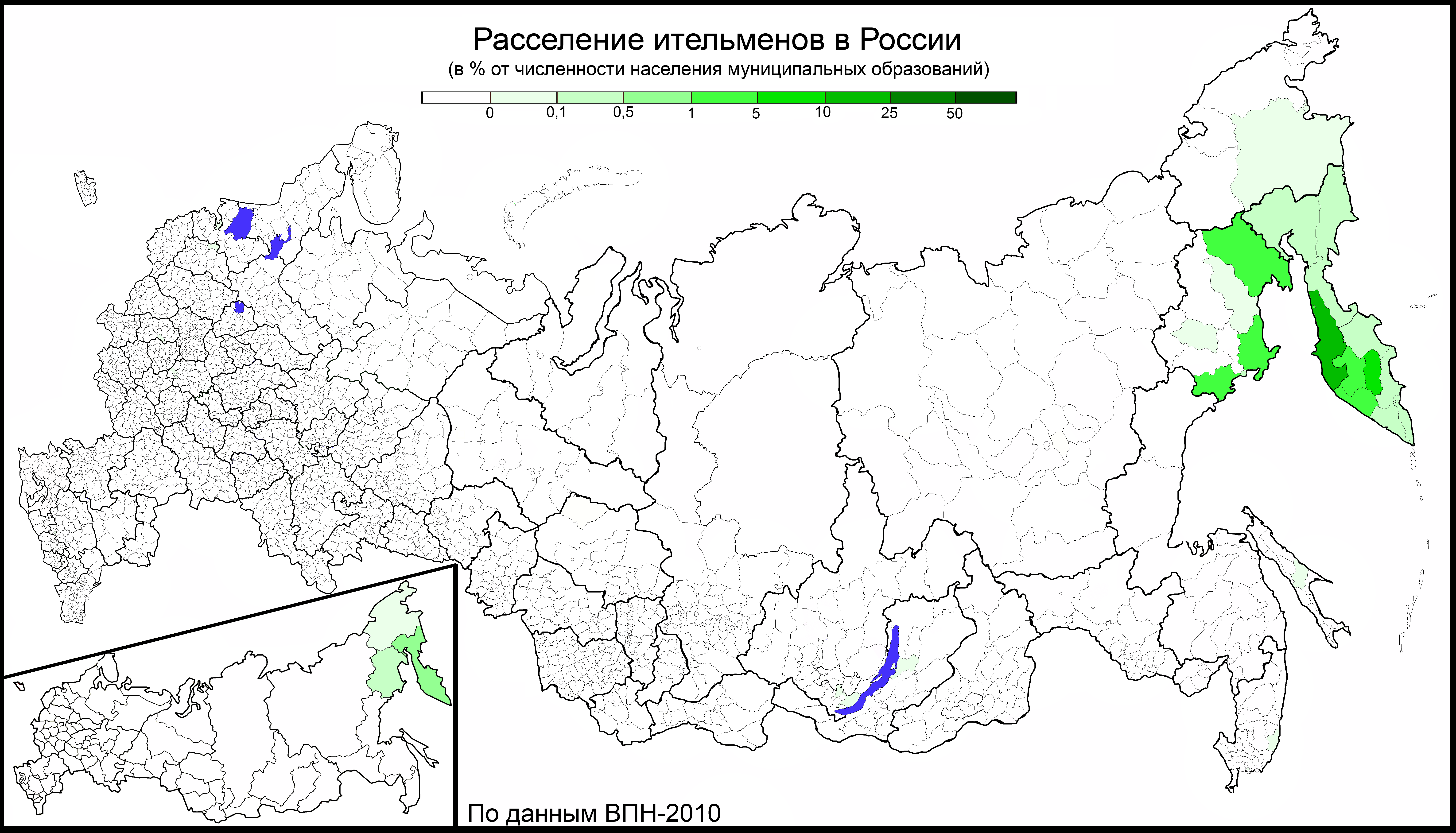
Ітельмени (2)
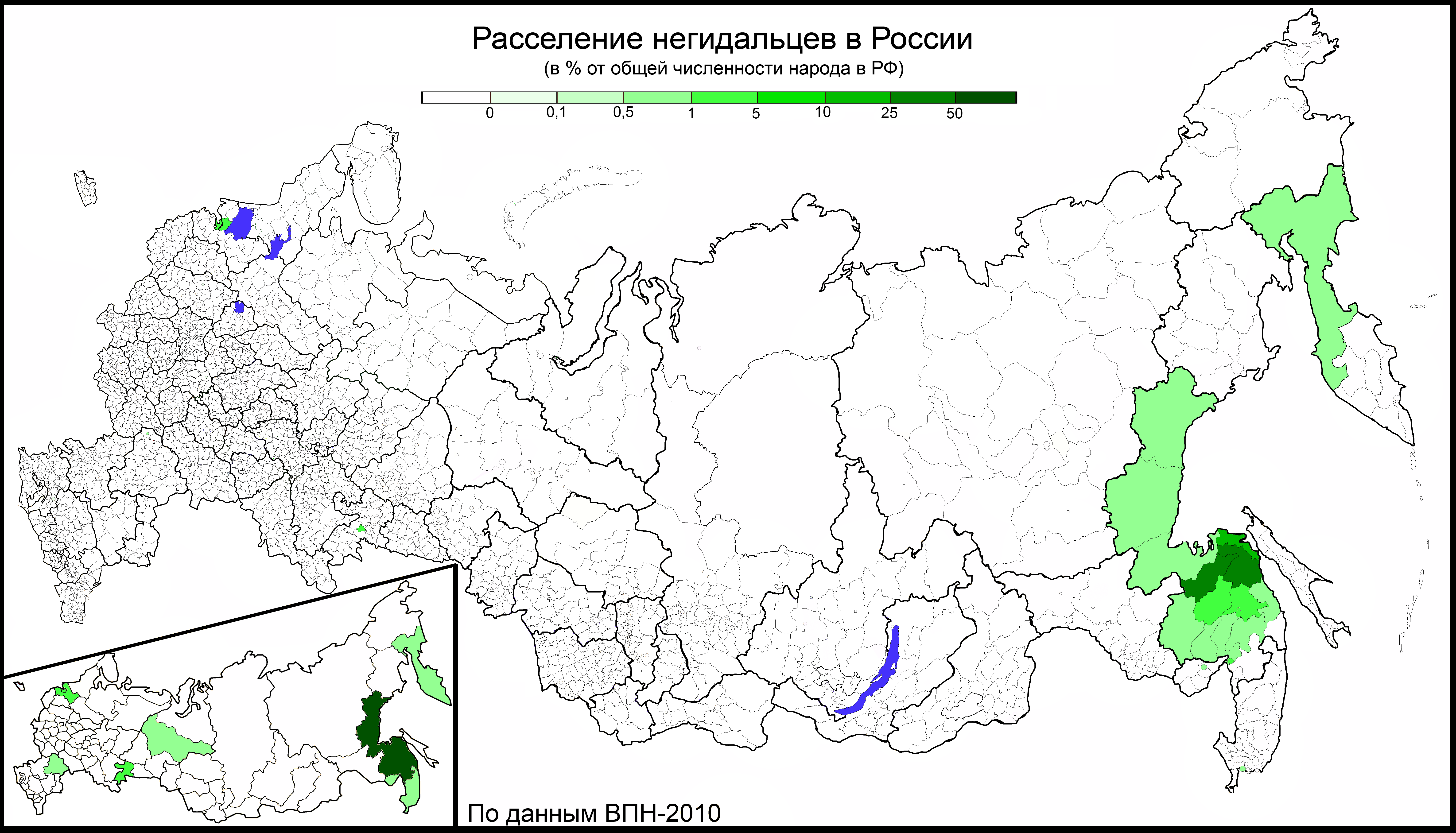
Негідальці
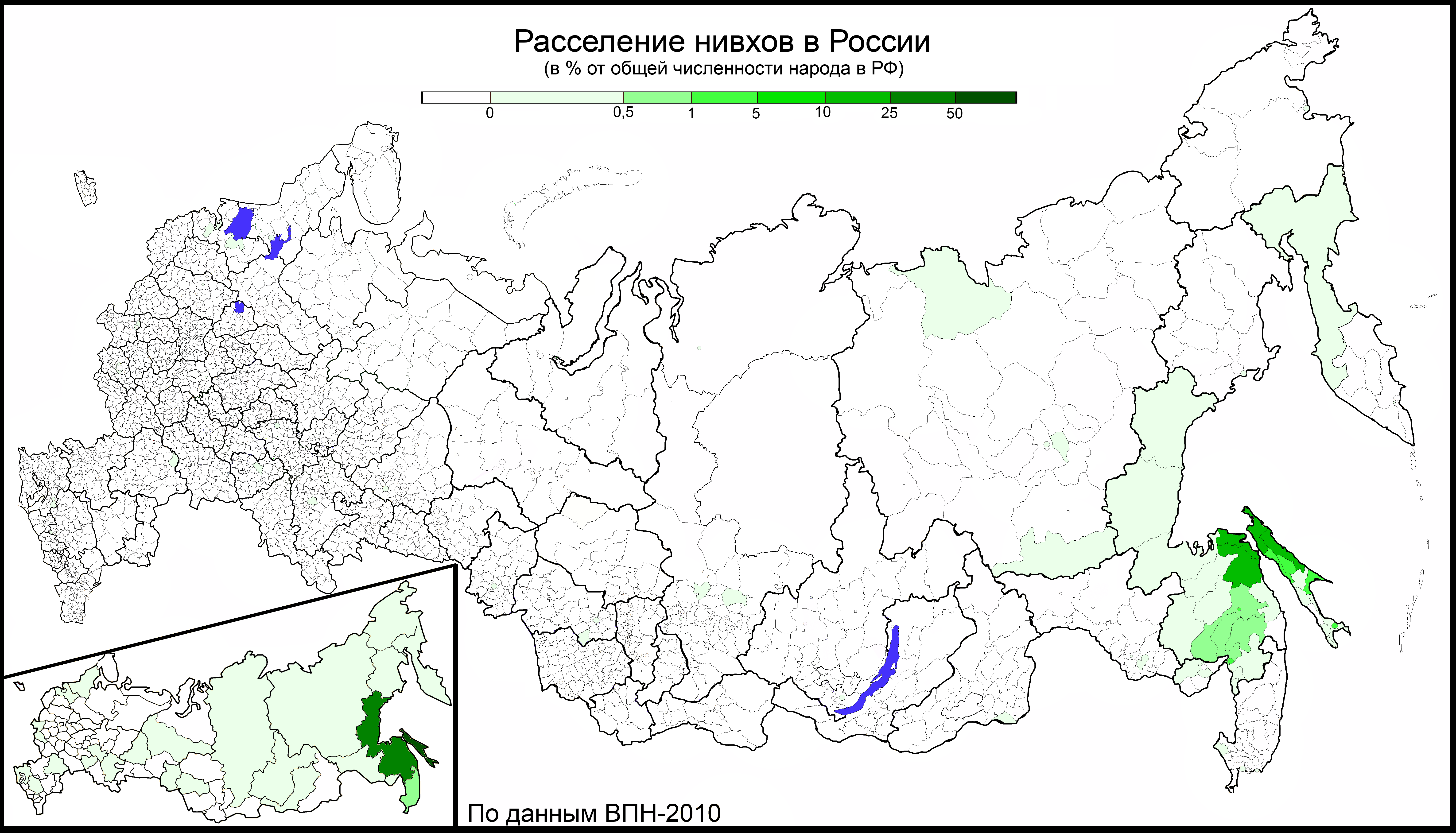
Нівхи (1)
Нівхи (2)
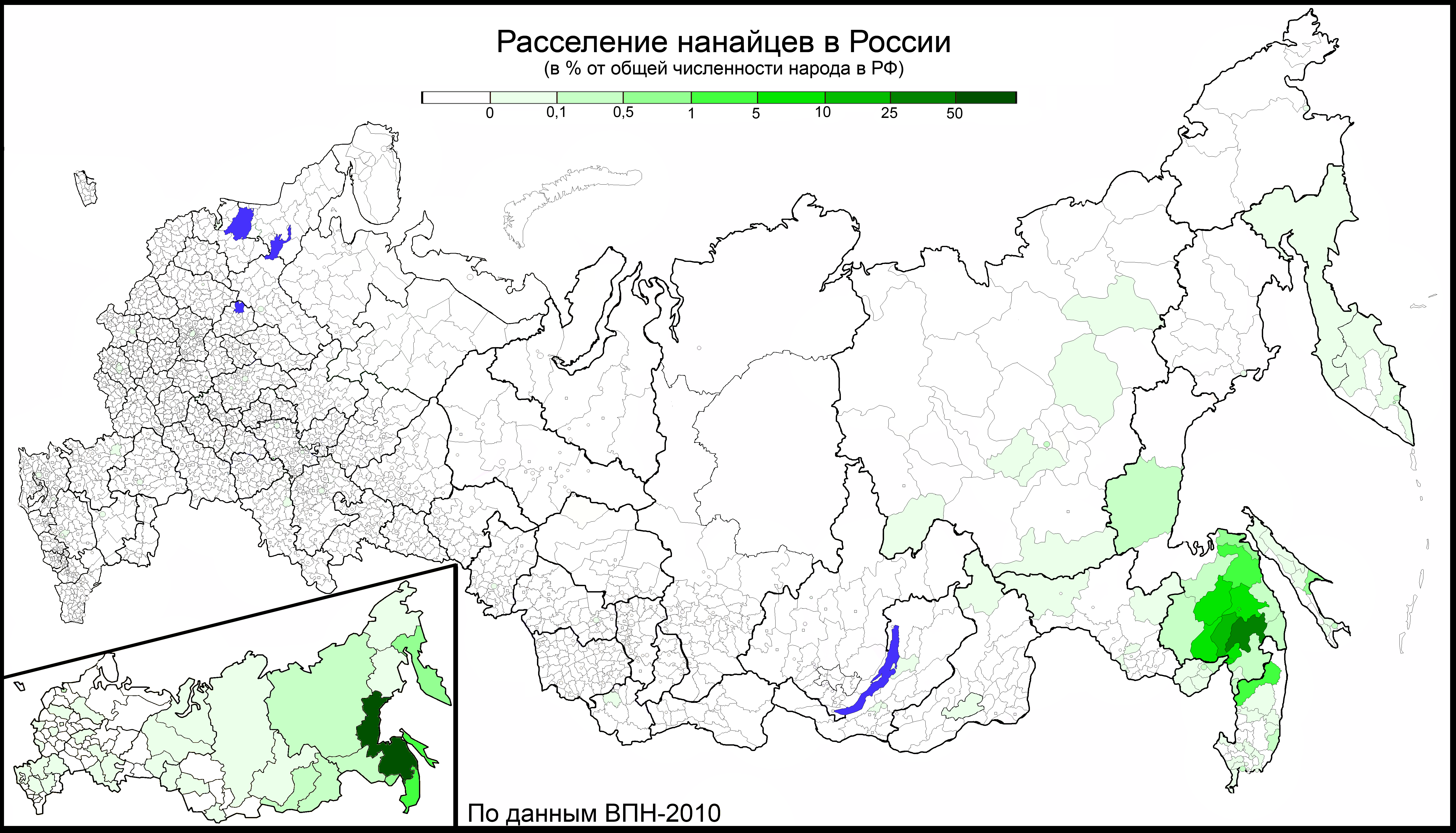
Нанайці (1)
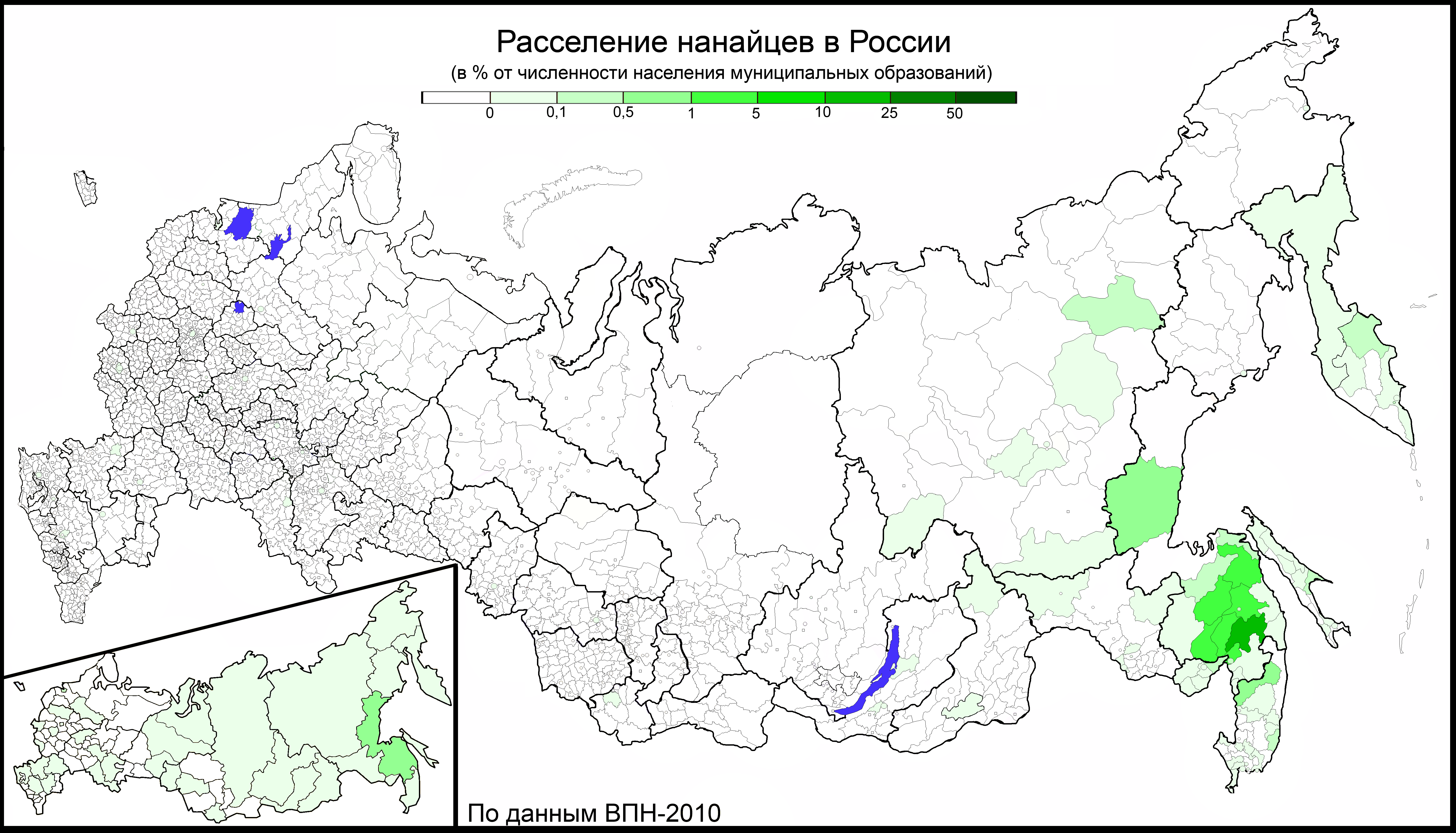
Нанайці (2)
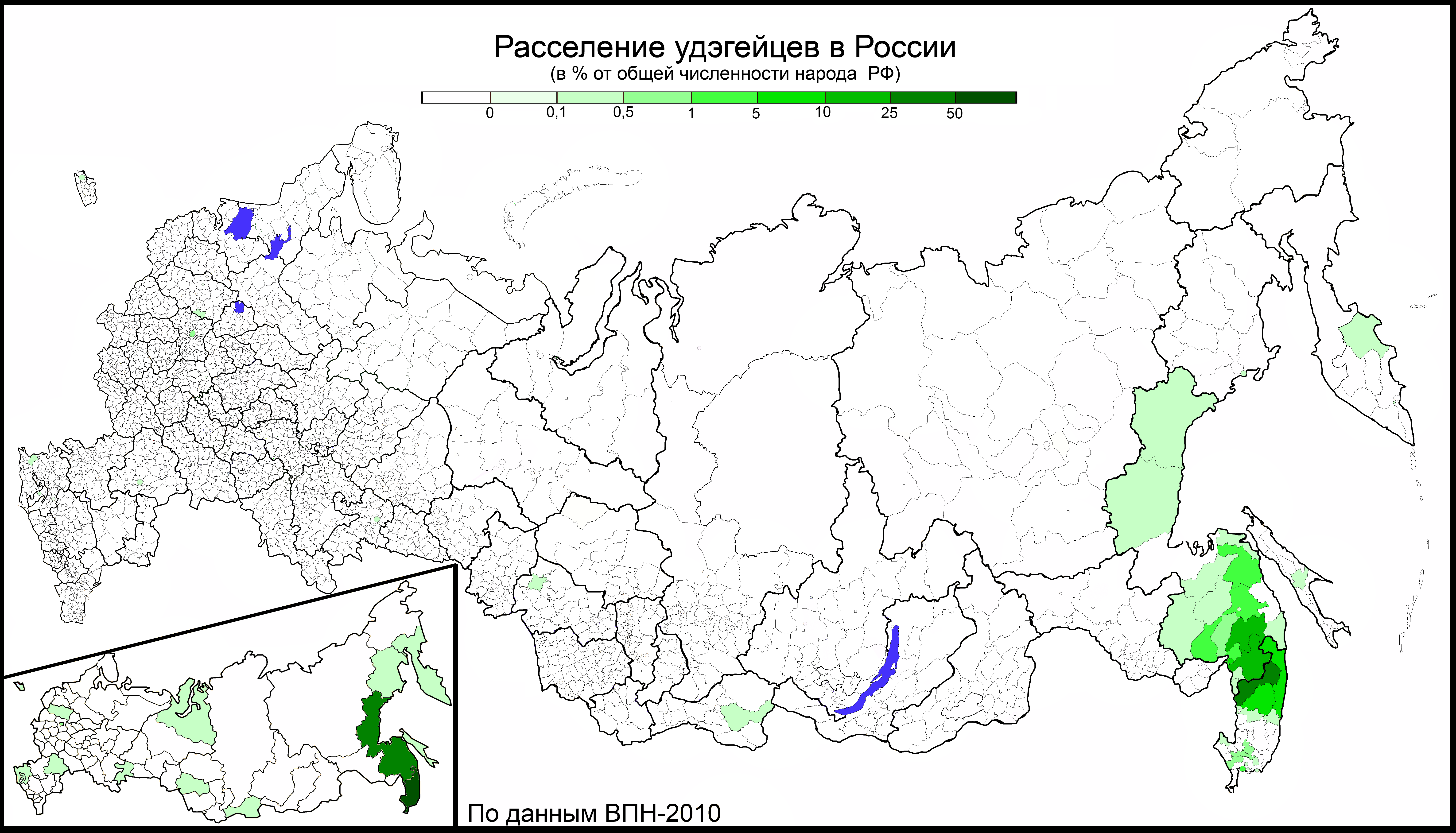
Удегейці
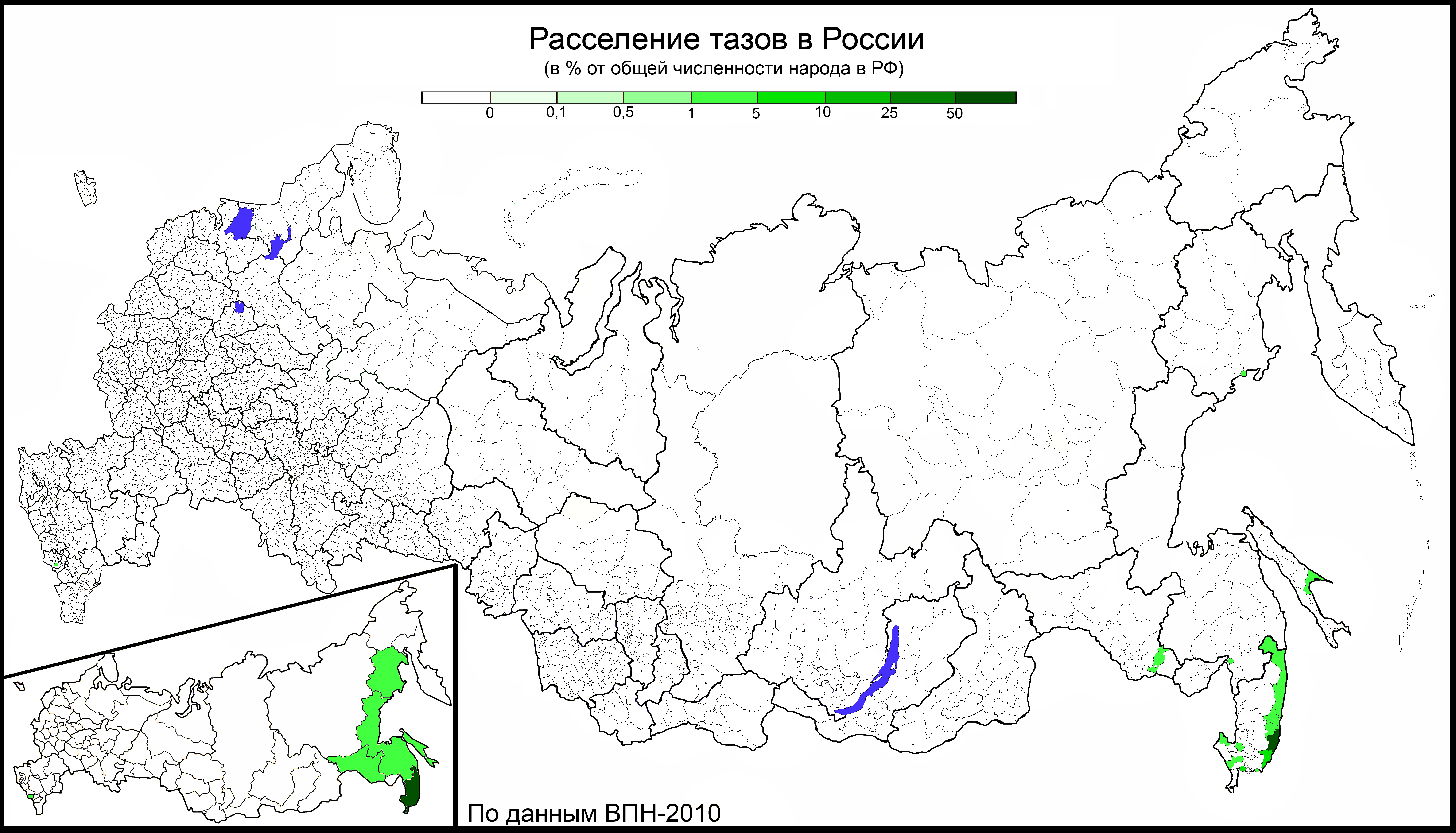
Тази

## Виноски
1. ↑  Федеральный закон от 20.07.2000 N 104-ФЗ (ред. от 02.02.2006) «Об общих принципах организации общин коренных малочисленных народов Севера, Сибири и Дальнего Востока Российской Федерации»
2. ↑  Перечень коренных малочисленных народов Севера, Сибири и Дальнего Востока Российской Федерации. Архів оригіналу за 14 грудня 2009. Процитовано 8 лютого 2009.